# شيخوخة السكان

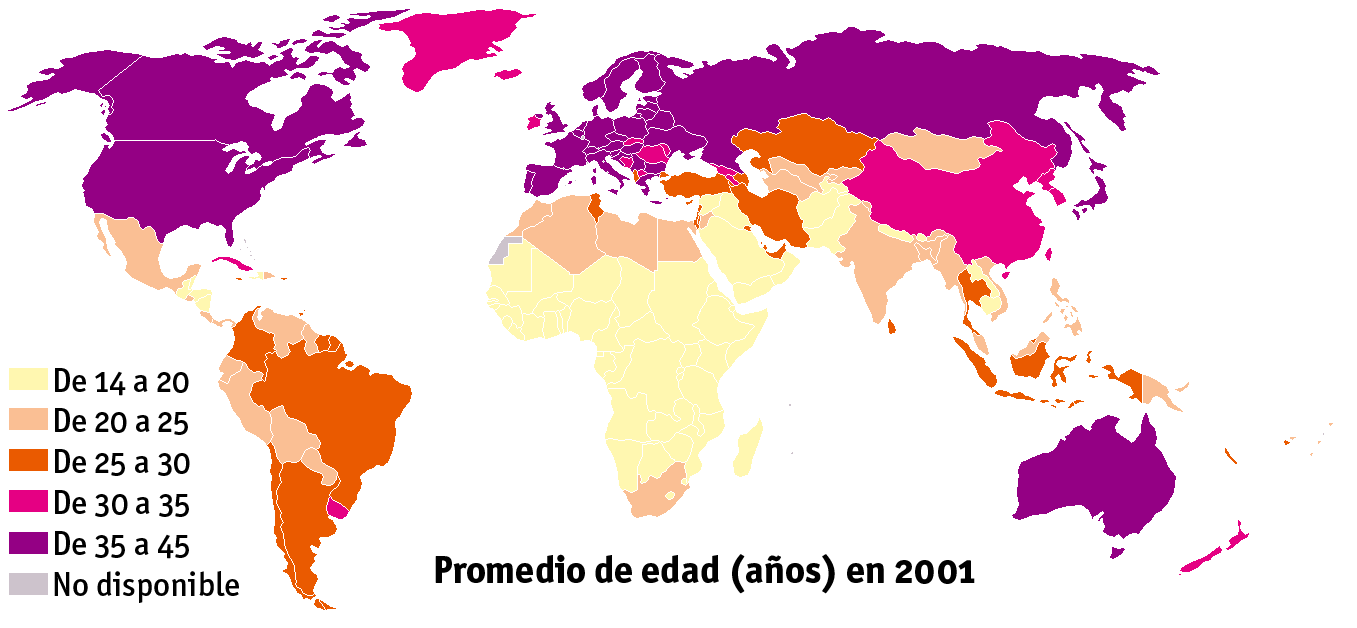

شيخوخة السكان هي الزيادة في منتصف عمر سكان منطقة ما بسبب انخفاض معدلات الخصوبة و/أو ارتفاع متوسط العمر المتوقع. معظم الدول لديها ارتفاع في منتصف العمر المتوقع وسكان شائخون (اتجاهات ظهرت أولًا في الدول المتقدمة ولكنها تُرى الآن في كل الدول النامية). تُعد هذه القصية شاغلة لكل دول العالم باستثناء 18 دولة حُددت من قبل الأمم المتحدة على أنها «ناشزة ديموغرافيًا». تُعد شيخوخة السكان في أعلى مستوياتها على مر التاريخ البشري. تتنبئ الأمم المتحدة أن نسبة شيخوخة السكان ستزداد في القرن الحادي والعشرين عن القرن الماضي.ازداد عدد الأشخاص بعمر الستين عامًا أو أكثر بثلاثة أضعاف منذ عام 1950 إذ وصل إلى 600 مليون عام 2000 وتجاوز 700 مليون عام 2006. من المتوقع أن يصل عدد كبار السن والمسنين مجتمعين إلى 2,1 مليار بحلول عام 2050. تختلف الدول بشكل كبير من حيث درجة ووتيرة الشيخوخة، وتتوقع الأمم المتحدة أن السكان الذين بدأوا في الشيخوخة في وقت متأخر سيكون لديهم وقت أقل للتكيف مع آثارها.

## نظرة عامة
شيخوخة السكان هي تحول في توزيع سكان البلد باتجاه عمر الشيخوخة، وعادةً ما ينعكس هذا في زيادة متوسط أعمار السكان، وانخفاض في نسبة السكان المكونة من الأطفال، وارتفاع نسبة السكان المكونة من كبار السن، شيخوخة السكان منتشرة في جميع أنحاء العالم، وهي متقدمة جدًا في أكثر البلدان تقدماً، ولكنها تنمو بوتيرة أسرع في المناطق الأقل نمواً، ما يعني أن كبار السن سوف يتركزون بشكل متزايد في المناطق الأقل نمواً في العالم. ومع ذلك، خلص معهد أكسفورد للشيخوخة السكانية إلى أن شيخوخة السكان تباطأت إلى حد كبير في أوروبا وسيكون لها أكبر تأثير في المستقبل في آسيا، خاصةً وأن آسيا في المرحلة الخامسة (انخفاض كبير في معدل المواليد وانخفاض معدل الوفيات) من نموذج التحول الديموغرافي.
ارتفع متوسط العمر الإجمالي، بين الدول التي صنفتها الأمم المتحدة حاليًا على أنها أكثر تطوراً (بإجمالي عدد سكان بلغ 1.2 مليار في عام 2005)، من 28 عام 1950 إلى 40 عام 2010، ومن المتوقع أن يرتفع إلى 44 بحلول عام 2050. الأرقام الخاصة بالعالم ككل هي 24 عام 1950 و29 عام 2010 و36 عام 2050. بالنسبة للمناطق الأقل نموًا، فإن متوسط العمر سوف يتراوح من 26 عام 2010 إلى 35 عام 2050.
تنشأ شيخوخة السكان نتيجةً لاثنين من الآثار الديموغرافية (المتصلة ربما) والتي تزيد من طول العمر وانخفاض الخصوبة. تؤدي الزيادة في طول العمر إلى زيادة متوسط عمر السكان عن طريق زيادة أعداد كبار السن الباقين على قيد الحياة. يقلل انخفاض الخصوبة من عدد الأطفال، ومع استمرار التأثير، تقل أيضًا أعداد الشباب بشكل عام. من بين هاتين القوتين، فإن انخفاض الخصوبة هو أكبر مساهم في شيخوخة السكان في العالم اليوم. وبشكل أكثر تحديدًا، فإن الانخفاض الكبير في معدل الخصوبة الإجمالي على مدار نصف القرن الماضي هو المسؤول الأول عن شيخوخة السكان في أكثر دول العالم تقدماً. ولأن العديد من البلدان النامية تمر بمرحلة انتقالية أسرع للخصوبة، فإنها ستشهد شيخوخة سكانية أسرع من البلدان المتقدمة حاليًا في المستقبل.
يُعتقد أن زيادة عمر السكان خلال العقود الثلاثة القادمة سيرتفع؛ ومع ذلك، فإن قلة من البلدان تعرف ما إذا كان سكانها الأكبر سناً يعيشون سنوات إضافية من الحياة في صحة جيدة أو سيئة. من شأن ضغط انتشار المرض أن يعني انخفاض العجز في الشيخوخة، في حين أن التوسع سيشهد زيادة في الحالة الصحية السيئة مع زيادة طول العمر. طُرح خيار آخر لحالة التوازن الديناميكي. تُعد هذه المعلومات مهمةً جدًا للحكومات إذا استمرت حدود العمر في الزيادة إلى أجل غير مسمى، ويعتقد بعض الباحثين أنها ستزيد. تعمل مجموعة دراسات صحة الأسرة التابعة لمنظمة الصحة العالمية على توفير الأدلة الصحية والرفاهية اللازمة، بما في ذلك، على سبيل المثال، مسح الصحة العالمي، والدراسة المتعلقة بالشيخوخة العالمية وصحة البالغين. تغطي هذه الاستطلاعات 308 آلاف شخص ممن تتراوح أعمارهم بين 18 عامًا و81 ألف شخص تتراوح أعمارهم بين 50 عامًا وأكثر من 70 دولة.
كشفت الدراسة الاستقصائية العالمية للشيخوخة، التي تستكشف المواقف والتوقعات والسلوكيات تجاه الحياة اللاحقة والتقاعد، التي يديرها جورج ليسون، والتي تغطي 44 ألف شخص تتراوح أعمارهم بين 40 و80 عامًا في 24 دولة من جميع أنحاء العالم، أن الكثير من الناس يدركون تمامًا شيخوخة سكان العالم والآثار المترتبة على ذلك على حياتهم وحياة أطفالهم وأحفادهم.
تملك كندا أعلى معدل هجرة للفرد في العالم، وذلك جزئيًا لمواجهة شيخوخة السكان. اقترح معهد سي دي. هاوي، وهو معهد فكري محافظ، أنه لا يمكن استخدام الهجرة كوسيلة قابلة للتطبيق لمواجهة شيخوخة السكان، ويظهر هذا الاستنتاج أيضًا في عمل علماء آخرين. ويعلق كل من الباحثين الديمغرافيين بيتر ماكدونالد وريبيكا كيبن على أن الخصوبة تنخفض أكثر من مستوى الاستبدال، وستكون هناك حاجة إلى مستويات أعلى بشكل متزايد من صافي الهجرة السنوية للحفاظ على هدف النمو السكاني الصفري.

## الشيخوخة حول العالم
يزداد عدد سكان العالم الأكبر سنًا بشكل كبير.
آسيا وأوروبا هما المنطقتان حيث يواجه عدد كبير من الدول شيخوخة السكان. في غضون عشرين عامًا، ستواجه العديد من البلدان في هذه المناطق وضعًا يكون فيه أكبر عدد من السكان هم أكبر من 65 عامًا ويقارب متوسط العمر 50 عامًا. معهد أكسفورد للشيخوخة السكانية هو مؤسسة تبحث في شيخوخة السكان في العالم، يكشف بحثه أن العديد من وجهات نظر الشيخوخة العالمية تعتمد على الأساطير وأنه ستكون هناك فرص كبيرة للعالم مع نضوج سكانه. تُبرز مديرة المعهد، البروفيسور سارة هاربر، في كتابها «جمعيات الشيخوخة» الآثار المترتبة على شيخوخة سكان العالم بالنسبة للعمل والأسر والصحة والتعليم والتكنولوجيا.
تتمتع معظم البلدان المتقدمة الآن بمستويات خصوبة بديلة، ويعتمد النمو السكاني الآن إلى حد كبير على الهجرة إلى جانب الزخم السكاني، الذي ينشأ من الأجيال الكبيرة السابقة التي تتمتع الآن بعمر افتراضي أطول.
من بين حوالي 150 ألف شخص يموتون كل يوم في جميع أنحاء العالم، يموت حوالي ثلثيهم (100 ألف شخص في اليوم) لأسباب مرتبطة بالعمر. في الدول الصناعية، النسبة أعلى بكثير، إذ تصل إلى 90%.